# Сноу, Чарльз Перси
Чарльз Перси Сноу, барон Сноу (англ. Charles Percy Snow, Baron Snow, 15 октября 1905, Лестер — 1 июля 1980) — английский писатель-реалист, физик, химик и государственный деятель.

## Биография
Сноу получил образование в Колледже Лестершира и Ратленда в родном Лестере, после чего закончил Кембриджский университет, где с 1930 года, получив в 25 лет степень доктора философии (за работы по спектроскопии), преподавал в Колледже Христа.
Однако его и научная, и литературная деятельность были прерваны назначением на должность правительственного советника по вопросам вооружений и подбора научных кадров. Впредь Сноу занимал разнообразные посты в правительствах Великобритании, преимущественно лейбористских. В 1940—1944 годах он был техническим директором министерства труда, в 1945—1960 — комиссаром гражданской службы.
В 1943 году в честь Нового года был удостоен звания командора ордена Британской Империи (CBE). 12 февраля 1957 года за заслуги в драматургии был посвящен в рыцари-бакалавры. Сноу получил пожизненное пэрство как барон Сноу Лестерский (англ. Baron Snow, City of Leicester) 29 октября 1964 года без права передачи звания по наследству в баронском статусе.
В 1961—1964 годах Сноу занимал выборный пост ректора Университета Сент-Эндрюса.
В 1964—1966 был парламентским секретарём в Палате лордов министерства технологии лейбористского кабинета Гарольда Вильсона.
С 1950 года был женат на писательнице Памеле Хенсфорд Джонсон и имел сына Филипа (род. в 1952).
Был дружен с математиком Г. Х. Харди, физиком П. М. С. Блэкеттом, биофизиком Дж. Д. Берналом, историком-культурологом Жаком Барзеном.
В 1963 году уже в Ростовском государственном университете проголосовали за присвоение почетной ученой степени Чарлзу Спенсеру Сноу за вклад в литературу и укрепление советско-британских литературных связей.
Вскоре Чарлз Сноу вместе с супругой – писательницей Памелой Джонсон – прибыл на Дон на торжественную церемонию, где уже он был главным героем. По приглашению Шолохова Сноу и его жена побывали у него в гостях в станице Вешенской. 

## Литературная деятельность
Первой опубликованной книгой Сноу стал детектив «Смерть под парусом» (1932). Среди его других работ — биография Энтони Троллопа, цикл романов «Чужаки и братья» и «Реалисты» — исследование творчества Стендаля, Бальзака, Льва Толстого, Достоевского, Диккенса, Бенито Переса Гальдоса, Генри Джеймса и Пруста.
7 мая 1959 года Сноу произнёс в Кембридже Лекцию Рида, озаглавленную «Две культуры и научная революция», в которой он высказал сожаление о разрыве между учёными и интеллектуалами-литераторами, технической и гуманитарной интеллигенцией. Текст этой лекции, опубликованный в этом же году отдельной брошюрой (и в конце века отнесённый к сотне самых влиятельных книг послевоенного периода), стал причиной широкой и продолжительной общественной дискуссии о «физиках и лириках», затронувшей не только Запад, но и СССР. Первоначальному возникновению интереса к дискуссии послужил "зажигательный" ответ на лекцию Сноу, который дал F. R. Leavis.

## Цитаты
- «9 писателей из 10 — политически порочны, не оказывай писатели столь дурного влияния на политическую жизнь народов, мир, пожалуй, не знал бы Аушвица».
- «Участь каждого из нас трагична. Мы все одиноки. Любовь, сильные привязанности, творческие порывы иногда позволяют нам забыть об одиночестве, но эти триумфы — лишь светлые оазисы, созданные нашими собственными руками, конец пути всегда обрывается во мраке: каждого встречает смерть один на один».

## Список произведений

### Художественные
В серии «Чужаки и братья»
- Джордж Пассант (первоначально опубликована под названием «Чужаки и Братья»), 1940
- Свет и тьма, 1947
- Пора надежд, 1949
- Наставники, 1951
- Новые люди, 1954
- Возвращения домой, 1956
- Сознание богачей, 1958
- Дело, 1959
- Коридоры власти, 1963
- Сон разума, 1968
- Последние вещи, 1970

Другие художественные произведения
- Смерть под парусом, 1932
- Поиски, 1934
- Недовольные, 1972
- В их мудрости, 1974
- Слой лака, 1979

### Нехудожественные произведения
- Две культуры и научная революция, 1959
- Наука и правительство, 1961
- Две культуры и второй взгляд, 1963
- Разнообразие людей, 1967
- Осадное положение, 1968
- Общественные дела, 1971
- Троллоп, 1975
- Реалисты, 1978
- Физики, 1981